# Велло Олександр Максимович
Олександр Максимович Велло (1890, селище Норі Надимської тундри, тепер Ямало-Ненецький автономний округ, Тюменська область, Російська Федерація — ?) — радянський діяч, голова риболовецького колгоспу імені Леніна Тазівського району Ямало-Ненецького національного округу Тюменської області. Депутат Верховної ради СРСР 3-го скликання.

## Біографія
Народився в ненецькій родині рибака і мисливця. У 1902 році помер батько, Олександр Велло три роки виховувався в родині бабці. З п'ятнадцятирічного віку працював на рибних промислах, наймитував у багатих оленярів, випасав стада оленів. 
З 1933 року — колгоспник, голова риболовецького колгоспу імені Леніна Надимського району Ямало-Ненецького національного округу. У 1945 році колгосп перекочував до Антипаютинської сільської ради Тазівського району Ямало-Ненецького національного округу Тюменської області.
Член ВКП(б) з 1947 року.
Подальша доля невідома.

## Нагороди
- медаль «За доблесну працю у Великій Вітчизняній війні 1941—1945 рр.» (1945)
- значок «Відмінник соціалістичного змагання рибної промисловості»